# مريم البجاوي
مريم البجاوي (مولودة في 29 أكتوبر 1996) هي لاعبة جودو تونسي مخص في وزن أقل من 63كغ.

## وصلات خارجية
- مريم البجاوي على موقع الفيدرالية الدولية للجودو (الإنجليزية)
- مريم البجاوي على موقع JudoInside.com (الإنجليزية)
- مريم البجاوي على موقع AllJudo.net (الفرنسية)